# Genas
Genas este o comună în departamentul Rhône din sud-estul Franței. În 2009 avea o populație de 11.994 de locuitori.

## Evoluția populației
| An        | 1975  | 1982  | 1990  | 1999   | 2006   | 2009   |
| --------- | ----- | ----- | ----- | ------ | ------ | ------ |
| Populație | 4.710 | 5.471 | 9.316 | 11.140 | 11.562 | 11.994 |